# Blue Margouillat
Le Blue Margouillat est un hôtel de l'île de La Réunion, département d'outre-mer français dans le sud-ouest de l'océan Indien. Situé impasse Jean-Albany à Saint-Leu, une commune de l'ouest de l'île, il est doté de douze chambres et deux suites, d'un restaurant et d'une piscine. Il s'agit de l'un des quatre établissements hôteliers de l'île classés cinq étoiles.